# فرودگاه روی ویلیامز
فرودگاه روی ویلیامز (به انگلیسی: Roy Williams Airport) یک فرودگاه همگانی بهره‌برداری هوایی است که یک باند فرود آسفالت دارد و طول باند آن ۷۶۰ متر است. این فرودگاه در کشور ایالات متحده آمریکا قرار دارد و در ارتفاع ۷۵۱ متری از سطح دریا واقع شده است.